# Dirk Heirweg
Dirk Heirweg (* 24. September 1955 in Zele, Region Flandern) ist ein ehemaliger belgischer Radrennfahrer. Er war von 1978 bis 1992 als Profi aktiv.

## Sportliche Laufbahn
Dirk Heirweg konnte 1976 zwei Etappensiege und den zweiten Gesamtplatz bei der Tour du Hainaut occidental erwirken. 1977 konnte er neben dem Etappensieg bei den Heuvelland Tweedaaagse, einen Etappensieg und den Gesamtsieg beim Grand Prix François Faber erzielen. Ab 1978 wechselte er zu den Profis zum Team Flandria und konnte zwei Etappensiege bei Etappenrennen erreichen. 1979 errang Heirweg neben seinen Siegen, Platz 3 bei der Ronde van Limburg und Platz sieben beim GP Stad Kortrijk. 1980 nahm Heirweg an der Tour de France teil, gab aber vorzeitig auf. Außerdem wurde er Zweiter beim Nationale Sluitingprijs, bei der Gullegem Koerse und der belgische Meisterschaft im Straßenrennen. 1981 wurde er Zweiter bei GP Stad Zottegem sowie Achter beim GP Victor Standaert. 1980 gewann er den Maaslandse Pijl. 1982 konnte Heirweg neben den Siegen fünfte Plätze beim Grand Prix de Wallonie und GP du Tournaisis sowie siebte Plätze beim Grote Prijs Jef Scherens und bei Polder-Kempen erreichen. Eine Saison später gewann er unter anderem den Nationale Sluitingprijs und belegte Platz 2 beim Kampioenschap van Vlaanderen, Platz 3 bei Petegem-aan-de-Leie, Platz 4 beim Grand Prix Eddy Merckx sowie Platz 5 bei Kuurne–Brüssel–Kuurne.  1983, 1984 und 1986 gewann er den Grote Prijs Beeckman-De Caluwé. 1985 belegte er den dritten Platz bei Omloop van de Westhoek, den vierten Platz beim Nationale Sluitingprijs und Platz 7 bei Kuurne–Brüssel–Kuurne. 1986 siegt er beim Omloop Schelde-Durme und belegte Platz 9 beim Druivenkoers. 1987 siegte er beim Kampioenschap van Vlaanderen und wurde Vierter bei der Nokere Koerse. 1988 wurde er Dritter beim Kampioenschap van Vlaanderen und Sechster bei Bordeaux–Paris. 1989 konnte er Platz 6 beim Kampioenschap van Vlaanderen und Platz 8 beim GP de Fourmies erwirken. Den Grote Prijs Stad Sint-Niklaas konnte er gewinnen. 1990 gewann er zum zweiten Mal Omloop Schelde-Durme und erzielte Platz 3 beim Nationale Sluitingprijs und Platz 5 beim Omloop van de Westhoek. 1991 und 1992 fuhr er nur noch wenige Rennen, weil er keine dauerhafte Anstellung bei seinen Teams bekam. Dadurch erwirkte er keine nennenswerte Platzierungen mehr und beendete am Ende der Saison seine Profikarriere.

## Erfolge

### Straße
1978
- eine Etappe Vier Tage von Dünkirchen
- eine Etappe Etoile des Espoirs

1979
- Omloop Vlaamse Scheldeboorden

1981
- eine Etappe Driedaagse van De Panne

1982
- Omloop der Vlaamse Ardennen-Ichtegem
- Grote Prijs Marcel Kint
- Textielprijs Vichte
- Maaslandse Pijl

1983
- eine Etappe Valencia-Rundfahrt
- GP Paul Borremans
- Grote Prijs Beeckman-De Caluwé

1984
- Nationale Sluitingprijs

1985
- eine Etappe Dänemark-Rundfahrt
- Grote Prijs Briek Schotte

1987
- Kampioenschap van Vlaanderen

### Bahn
1981
- Belgischer Meister – Punktefahren

1982
- Belgischer Meister – Punktefahren